# Autoplusia
Autoplusia es un género de lepidópteros perteneciente a la familia Noctuidae. Se encuentra en América.

## Especies
- Autoplusia abrota Druce, 1889
- Autoplusia egena Guenée, 1852
- Autoplusia egenoides Franclemont & Todd, 1983
- Autoplusia gammoides Blanchard, 1852
- Autoplusia masoni Schaus, 1894
- Autoplusia olivacea Skinner, 1917
- Autoplusia phocina Hampson, 1913